# Лі Цунхоу
Лі Цунхоу (кит.: 李從厚; піньїнь: Lǐ Cónghòu; 17 грудня 914 — 24 травня 934) — третій імператор Пізньої Тан періоду п'яти династій і десяти держав.

## Правління
Зійшов на трон після смерті батька, імператора Лі Сиюаня. Його правління було нетривалим (5 місяців). Майже весь той період тривала боротьба за владу, що завершилась у травні 934 року перемогою зведеного брата імператора, Лі Цунке. Останній захопив столицю й палац, після чого за його наказом Лі Цунхоу був задушений одним з послідовників Лі Цунке.

## Девіз правління
- Їншунь 934